# Reindert de Favauge
Romain Henri Theodor David „Reindert” de Favauge (ur. 22 grudnia 1872 w Bergen op Zoom, zm. 8 października 1949 w Bloemendaal) – holenderski strzelec, olimpijczyk.
Dwukrotny uczestnik igrzysk olimpijskich (IO 1908, IO 1920). W Londynie osiągnął 22. miejsce w trapie i 4. pozycję w trapie drużynowym (uzyskał ostatni wynik w zespole). W zawodach drużynowych wystąpił także na igrzyskach w Antwerpii, zajmując 6. lokatę.

## Wyniki

### Igrzyska olimpijskie
| Igrzyska       | Konkurencja     | Wynik                           | Miejsce | Źródło |
| -------------- | --------------- | ------------------------------- | ------- | ------ |
| Londyn 1908    | Trap            | 29 pkt. (18–11)                 | 22      | [ 1 ]  |
| Londyn 1908    | Trap, drużynowo | 174 pkt. (druż.) 24 pkt. (ind.) | 4       | [ 2 ]  |
| Antwerpia 1920 | Trap, drużynowo | 222 pkt. (druż.)                | 6       | [ 3 ]  |